# Moyencourt-lès-Poix
Moyencourt-lès-Poix (picardisch: Moéyincourt-lès-Poé) ist eine nordfranzösische Gemeinde mit 165 Einwohnern (Stand 1. Januar 2022) im Département Somme in der Region Hauts-de-France. Die Gemeinde liegt im Arrondissement Amiens, ist Teil der Communauté de communes Somme Sud-Ouest und gehört zum Kanton Poix-de-Picardie.

## Geographie
Die Gemeinde liegt rund 24 km südwestlich von Amiens zwischen Poix-de-Picardie und Courcelles-sous-Moyencourt. Sie wird von der Départementsstraße D1029 durchzogen, reicht im Nordwesten bis an die Autoroute A29 und im Osten über die Bahnstrecke von Amiens nach Rouen hinaus. Zu Moyencourt gehört der im Osten gelegene Weiler Ménesvillers (picardisch: Ménevilèr).

## Einwohner
| 1962 | 1968 | 1975 | 1982 | 1990 | 1999 | 2006 | 2011 |
| ---- | ---- | ---- | ---- | ---- | ---- | ---- | ---- |
| 158  | 153  | 171  | 172  | 159  | 159  | 163  | 165  |

## Verwaltung
Bürgermeister (maire) ist seit 2001 Jean-Pierre Demarquet.

## Sehenswürdigkeiten

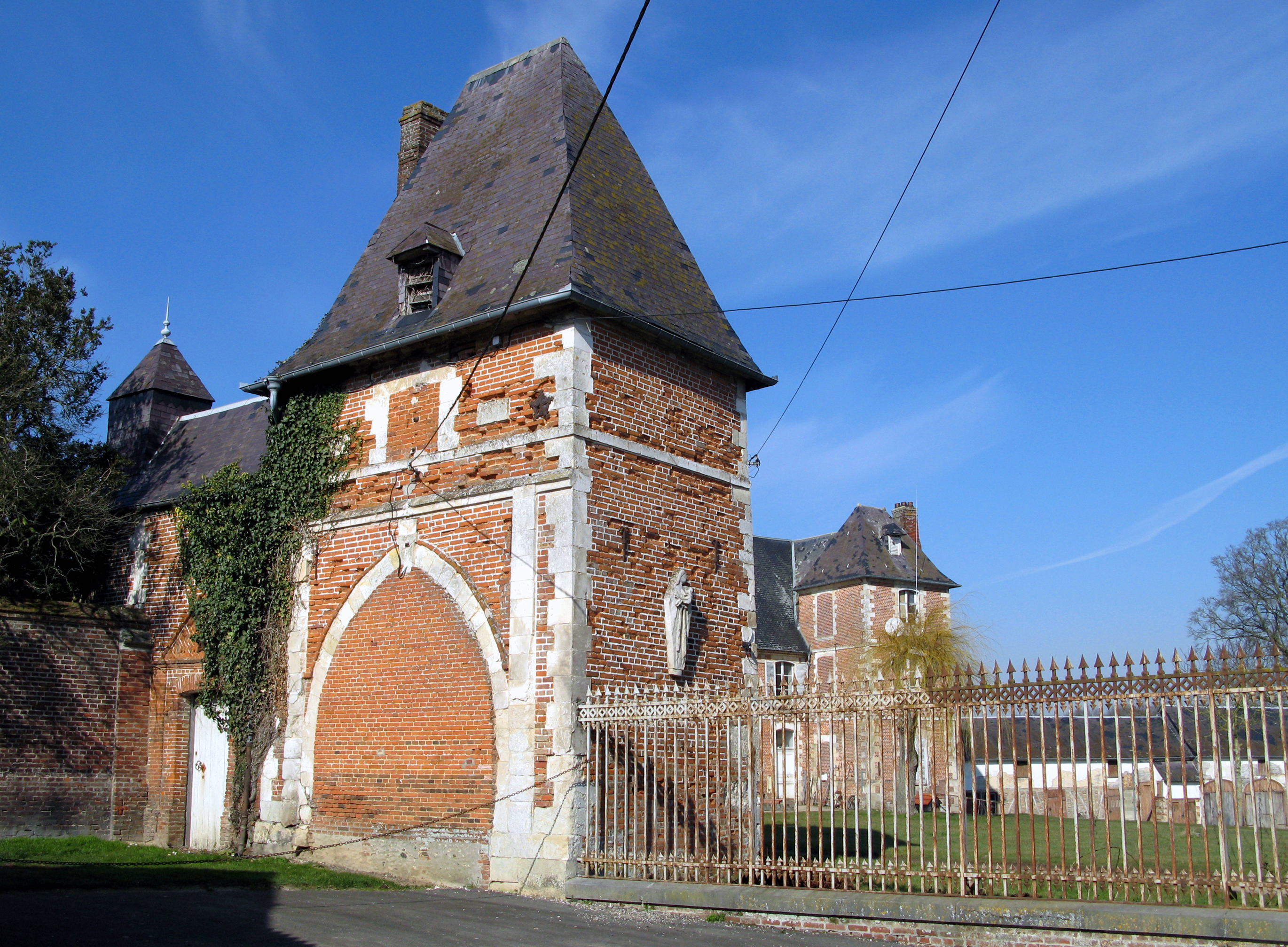
Torbau des Schlosses

- Kirche Saint-Martin aus den Jahren 1786 bis 1806
- 1752 umgebautes Schloss aus dem Jahr 1612
- Chapelle du Gard in Ménesvillers